# Перші радощі (фільм, 1977)
Перші радощі (рос. Первые радости) — радянський трисерійний телевізійний художній фільм, поставлений на кіностудії «Ленфільм» у 1977 році режисером Григорієм Нікуліним. Друга екранізація (перша відбулася у 1956 році) однойменного роману Костянтина Федіна: першої частини трилогії. Телевізійна прем'єра фільму в СРСР відбулася 4 липня 1978 року.

## Сюжет
Дія фільму відбувається в маленькому провінційному приволзькому містечку передреволюційної пори. У центрі оповідання — вісімнадцятирічний студент технічного училища Кирило Ізвєков (Юрій Демич). Молода людина ще тільки входить у доросле життя. Він сповнений надій і робить перші, поки ще не до кінця усвідомлені, спроби знайти своє місце в майбутньому житті. Що чекає його в майбутньому? Як складеться його доля і доля оточуючих його людей?

## У ролях
- Юрій Демич — Кирило Ізвєков
- Микола Волков — Рагозін
- Єлизавета Акулічева — Ізвєкова
- Ірина Печерникова —  Ліза Мєшкова
- Геннадій Єгоров — Шубников
- Анатолій Азо — Пастухов
- Юрій Васильєв — Цвєтухін
- Роман Громадський — Мефодій
- Володимир Трещалов — Парабукін
- Ера Зіганшина — Ольга Іванівна Парабукіна
- Оля Машная — Аннічка Парабукіна в юності
- Євген Лебедєв — Мєшков
- Петро Шелохонов — Дорогомілов
- Віктор Бурхарт — Полотєнцев
- Юрій Родіонов — Ознобішин
- Георгій Тейх — жандарм
- Сергій Карнович-Валуа — актор
- Вікторія Смоленська — Ксюша, дружина Рагозіна
- Віра Вельямінова — Дар'я Антонівна, тітонька Шубникова
- Олена Маркіна — Настенька
- Юхим Каменецький — Матвій Микитович
- Світлана Кірєєва — лікарняна доглядальниця
- Марина Мальцева — Глаша, покоївка Мєшкова
- Юхим Байковський — товариш прокурора
- Валерій Смоляков — приятель Шубникова
- Сергій Массарський — приятель Шубникова
- Валентин Жиляєв — приятель Шубникова
- Костянтин Зорін — прокурор палати
- Єлизавета Тюремнова — дружина прокурора палати

## Знімальна група
- Сценарій —  Марія Звєрєва
- Постановка —  Григорій Нікулін
- Головний оператор —  Микола Жилін
- Художники-постановники —  Борис Биков,  Михайло Іванов
- Композитор —  Олександр Мнацаканян
- Звукооператор —  Володимир Яковлєв